# Diclidophlebia maculata
Diclidophlebia maculata är en insektsart som först beskrevs av Crawford 1919.  Diclidophlebia maculata ingår i släktet Diclidophlebia och familjen rundbladloppor. Inga underarter finns listade i Catalogue of Life.